# CLASSIX (classのアルバム)
『CLASSIX』（クラシックス）は音楽デュオclassの1枚目のベスト・アルバム。1994年11月14日発売。現在は廃盤。

## 解説
デビューから約1年6カ月と非常に短いスパンで発売されたベストアルバム。class初のセルフプロデュースによる作品になった。
全曲ウィルソン・フィリップスなどを手掛けたエンジニア、フランクリー・バックリーによるリミックスが施されており、原曲と印象が異なる曲もある。

## 収録曲
1. 夏の日の1993 (album ver.)
作詞：松本一起　作曲：佐藤健　編曲：十川知司
  - 1stシングル。
  - 1stアルバム『Mellow Prism』収録バージョンとは違ったアルバム版。
2. Rainy Day
作詞：松本一起　作曲：北村勝彦　編曲：十川知司
  - 1stシングルのカップリング。
3. September True Love
作詞：class　作曲：小坂きよし　編曲：松本晃彦
  - 1stアルバム『Mellow Prism』収録曲。
4. Mellow Prism
作詞：松本一起　作曲：柘植由秀　編曲：関根安里
  - 1stアルバム『Mellow Prism』収録曲。
5. もう君を離さない
作詞：class　作曲：柘植由秀　編曲：関根安里
  - 2ndシングル。
6. もうひとつの未来
作詞：class　作曲：長岡成貢　編曲：十川知司
  - 2ndアルバム『DuO』収録曲。
7. 聖夜
作詞・作曲：class　編曲：瀬尾一三
  - 2ndアルバム『DuO』収録曲。
8. 八月のSt.Valentine
作詞：松本一起 作曲：佐藤健 編曲：有賀啓雄
  - 3rdアルバム『Re-Prologue』収録曲。
9. Holiday
作詞・作曲：class 編曲：class,十川知司
  - 3rdシングル。
10. 遠い夏
作詞：横山武 作曲：class 編曲：有賀啓雄
  - 3rdシングルのカップリング。
11. おやすみ
作詞・作曲：class 編曲：class,土師一雄
  - 3rdアルバム『Re-Prologue』収録曲。
12. 永遠の素顔
作詞：朝水彼方作曲：太田美知彦 編曲：松本晃彦
  - 4thシングル。本作発表時点での最新シングル。